# Иаков Новый Туманский
Преподобный Иаков Новый Туманский (серб. Преподобни Јаков Нови Тумански), в миру Радое Арсович (серб. Радоје Арсовић; 13 [25] декабря 1894, Кушичи, Иваница — февраль 1946, Раброво) — святой Сербской православной церкви, монах; доктор философии (PhD) по философии 

, доктор права.

## Ранние годы
Родился 13 декабря 1894 года в селе Кушичи (нынешняя община Иваница. Был крещён под именем Радое. Окончил начальную и среднюю школу в Сербии, получил два высших образования во Франции в области философии (Сорбонна) и в области права (Университет Монпелье). Интересовался медициной, правом и бгословием. В Сорбонне защитил докторскую диссертацию по философии. До 1928 года он был сотрудником посольства Королевства Югославии во Франции.

## Монашество
Во время своей поездки во Врнячку-Баню Радое услышал выступления проповедников из Богомольческого движения, что пробудило в нём большой интерес к православию. Вскоре он встретился с епископом Охридско-Битольским Николаем (Велимировичем), благодаря которому у него появилось желание посвятить свою жизнь церкви. Он стал активным участником движения богомольцев, автором и переводчиком множества публикаций. При Николае он работал в Охриде и Битоле в качестве проповедника вплоть до 1936 года, когда тот был назначен епископом Жичским. В 1937 году он перевёл книгу «Житие святых девушек» (серб. Житије светих девојака), изданную в Крагуеваце.
Епископ Николай очень доверял Радое и часто обращался к нему за советами.
В 1938 году Радое постригся в монахи (приняв имя Иаков). Он проживал в строгой аскезе, трудясь в типографии монастыря. Он не тяготился простой и грязной работой, выполняя её с полным послушанием. Также он крайне строго подвизался, нередко довольствуясь остатками от трапезы других монахов. Из одежды он имел только две поношенных мантии. Никогда не ложился в постель, подвизаясь в молитве. До февраля 1941 года был редактором журналов «Писмо» (серб. Письмо) и «Мисионар» (серб. Миссионер) в Крагуеваце. С полным книг чемоданом он пешком добирался до городов Чачак и Кралево.
Отец Иаков был чутким и прозорливым. В частности, он предвидел бомбардировку немцами Белграда и последующую оккупацию страны. Перед войной он появился в Кралево, где провёл по улице запряжённых в ярмо волов: жителям он объяснил, что страну ждут тяжкие времена, а народ окажется в рабстве.
Осенью 1941 года немцы разбомбили монастырь Жича, мстя югославам за серию нападений, совершённых партизанами на немцев. Отец Иаков остался в церкви, чтобы совершить службу, в то время как другие монахи разбежались. В результате налёта была разрушена левая часть храма: уцелела только правая часть, где скрывался отец Иаков, находившийся на певческом клиросе под фреской Распятия Христова.
В том же 1941 году он скрывался в монастыре Любостиня у епископа Николая. В последующие годы войны отец Иаков проводил службы в белградских церквях: когда же ему запретили это делать, то он продолжил службы в гимназиях и школах.
Весной 1944 года отец Иаков появился в Белграде на Церской улице, став собирать вокруг себя детей и раздавать им нательные кресты. С детьми он разучивал песни из «Духовной лиры», написанные епископом Николаем. Часто он водил детей в храм Пресвятой Богородицы. Свою деятельность духовного наставника он продолжил и после того, как к власти в стране пришли коммунисты.

## Смерть
В 1945 году монах Иаков был арестован в Велика-Дренове сотрудниками югославских спецслужб после проповеди. На допросах сотрудники всячески пытали его, требуя отказаться от «консервативных религиозных убеждений», но потом отпустили.
В 1946 году отец Иаков вёз из Белграда 8 тысяч экземпляров молитвы «Отче наш», которые раздавал пассажирам поезда на железнодорожной станции в Пожареваце. Ночью на участке дороги между Пожаревацем и Раброво сотрудники ОЗНА напали на монаха и избили его до смерти: изувеченного отца Иакова подобрали крестьяне из села Раброво, позвавшие священника. Спустя шесть дней осле нападения отец Иаков, принявший причастие и исповедавшийся, скончался в доме богомольца Васо Поповича. Он был похоронен в монастыре Туман в соответствии с завещанием.

## Канонизация
В декабре 2014 года с благословения владыки Браничевской епархии Игнатия состоялось обретение мощей монаха Иакова, которые были найдены нетленными.
В мае 2017 года Архиерейский собор Сербской православной церкви постановил канонизировать монаха Иакова, который был внесен в месяцеслов как преподобный Иаков Новый Туманский. Его память отмечается 21 августа по грегорианскому календарю (8 августа по юлианскому).